# 스바루 임프레자
스바루 임프레자(Subaru Impreza, 일본어: スバル・インプレッサ 스바루 인푸렛사[*])는 일본의 자동차 제조사인 스바루에서 1992년부터 생산 및 판매하고 있는 컴팩트 카이다. 스바루 레오네의 후속 기종으로 기존의 EA 엔진을 EJ 엔진으로 바꾸었으며, 현대 6세대까지 출시되었다. 이름의 유래는 '업적'을 의미하는 이탈리아어 impresa이다.

## 역사

### 1세대 (GC/GF) (1992년~2000년)
1992년 11월 22일에 레오네의 후속 차종으로 출시되었다. 매끄러운 실루엣과 유선형 바디를 채택하여 부드러운 이미지가 특징이다. 엔진은 수평대향 4기통의 1.5L SOHC 97마력, 1.6L SOHC 100마력, 1.8L SOHC 110마력, 2.0L SOHC 135마력, 2.0L DOHC 터보 280마력 등 5가지 엔진을 얹었으며, 여기에 4단 자동변속기와 5단 수동변속기를 맞물렸다. 1990년대 초, 자사의 기존 모델 레거시(Subaru Legacy)로 WRC에 출전하고 있던 스바루는 개정된 규정으로 인해 레거시를 더 이상 WRC에 출전시킬 수 없게 되었다.1993년 8월에 본격적으로 WRC 경기에 나가기 시작했으며, 9월에는 고객들의 요청으로 왜건형에도 WRX가 추가되었으며, 세단 WRX에도 자동변속기가 추가되었다. 1994년 1월에는 미쓰비시 랜서 에볼루션에 대응하기 위해 STi 사의 컴플릿 격의 고성능 세단인 WRX STi가 등장하였다. 그 해 10월에는 세단 WRX의 엔진 출력이 260마력으로 올라가면서 자동변속기 모델이 단종되었고, WRX 계열의 알루미늄 휠이 16인치로 인치업되면서 타이어 사이즈도 205/50R16으로 키웠다. 1995년 1월에는 2도어 쿠페를 '리토나'라는 이름으로 수출하였고, 같은 해 10월에는 WRC를 연상하는 블루 컬러로 도색된 STi Version II 555를 내놓았는데, 세단은 555대, 왜건이 100대 한정 판매였다. 1996년 1월에는 WRC 타이틀 획득 기념으로 1,555대 한정인 "V-Limited"를 내놓았는데, WRX 계열에서 1,000대, WRX RA STi 버전이 555대 한정이었다. 그 해 9월에는 마이너 체인지를 단행하여 외형의 변화를 가져왔고, WRX 계열의 EJ20K 터보 엔진은 280마력으로 출력이 상승하였으며, 1.5L, 1.8L 엔진도 그와 동시에 개량되었다. 또한, 스미토모에서 제작된 대형 캘리퍼를 채택한 STi Version III가 등장했다. 1.6L 모델이 없어진 대신, 1.5L에 4륜구동을 올렸다. 1997년 9월에는 운전석 에어백을 기본화하였으며, WRX RA STi와 WRX R STi 대향 브레이크 캘리퍼가 리어 브레이크에 적용되었다. 1998년 3월에는 WRC에서 3년 연속 제패한 기념으로 22B-STI Version을 내놓았는데, 수평대향 4기통 2.2L 터보 300마력 엔진을 탑재하였으며, 차량 무게도 1,240kg으로 경량화되었다. 400대 한정이었으나, 출시한 지 얼마되지 않아 완판되었다. 1999년 3월에는 WRX STi에 프론트 립을 추가하였으며, 수동변속기 모델에 클러치 스타트 기술을 채용했다.

### 2세대 (GD/GG) (2000년~2007년)
2000년 8월 23일에 WRX와 왜건이 등장하였으며, 2.0L 터보 모델이 배출가스 규제 기준에 만족되었다. 그 해 10월에는 WRX STi가 등장하였고, 왜건에도 WRX STi가 추가되었다.
엔진은 수평대향 4기통 1.5L SOHC, 2.0L DOHC, 2.0L DOHC 터보 등 3가지 엔진을 얹었으며, 여기에 4단 자동변속기와 5단 및 6단 수동변속기를 맞물린다.
초기 디자인은 원형 헤드라이트를 적용하다 보니 매니아들 사이에서 여러 논란을 불러왔다. 2001년 12월에는 "WRX STi Type RA Spec C"를 내놓았으며, 2002년에는 S202 STi Version을 출시, 온로드 성능에 초점을 맞추었다.
그 해 11월에 마이너체인지를 거쳤으나, 눈물 모양의 헤드라이트로 인하여, 또 한 번 디자인의 논란을 불러왔다. 아울러, 엔진 섀시도 대폭 변경되었고, 왜건 4WD 터보 차량에 "WRX"라는 명칭이 부활하게 되었다. 2003년 9월에 2.0L 자연흡기 모델이 단산되었고, 세단 모델에 1.5L SOHC 엔진을 사용한 1.5i가 추가되었다. 2004년에는 마이너체인지를 통해 STi 모델의 성능이 향상되었다. 2005년 1월에는 "글로벌 퓨어 스포츠 세단"을 표방한 "S203"을 출시, BBS에서 만든 단조 18인치 알루미늄 휠과 레카로 운전석/조수석 버킷 시트가 장착되었다. 그 해 6월에 마지막 마이너체인지를 통해 그 동안 논란이 되었던 눈물 램프에서 날개를 모티브로 한 헤드램프로 바뀌었으며, 비행기를 모티브로 한 라디에이터 그릴을 채용하였다. 또한, WRX, WRX STi의 속도계가 180km/h에서 260km/h로 상향 조정되었으며, 2006년 1월에는 컴플리트 모델인 "S204"를 내놓았다. 같은 해 11월에는 공격적인 특별사양을 가진 "Type RA-R"을 내놓았으며, 브렘보 6피스톤 대구경 브레이크와 235/40R18 사이즈의 타이어를 장착하였다.

### 3세대 (GE/GH/GR/GV) (2007년~2011년)
2007년에 나온 신형은 세단과 해치백이 등장했고, 각각 노멀 모델과 터보차저가 달린 WRX 모델이 있다. 미쓰비시 랜서 에볼루션이 라이벌인 임프레자의 초고성능 버전인 WRX STi는 해치백으로만 출시했던 이후에 세단으로도 선보였다.
대한민국에도 수입될 예정이었으나 스바루코리아가 2012년 말 실적 부진으로 철수하게 되면서 없던 일이 되었다. 노멀 모델은 4기통 2.5L 수평대향식 엔진과 4단 자동변속기를 썼고, WRX는 수평대향식 2.5L 터보 엔진에 6단 수동변속기를 짝지었다. 출력은 265마력이다. 초고성능 버전인 WRX STi는 배기량 2,000cc의 "EJ20”터보 수평대향 엔진을 얹고 306마력을 낸다. 변속기는 6단 수동변속기만 맞물린다. 모두 AWD시스템인 스바루 AWD-DCCD를 탑재한 것이 특징이다.
세부 모델은 다음과 같다.
- 스포츠 웨건 WRX
- 세단 WRX
- 세단 WRX STI
- 세단 WRX STI Spec C

### 4세대(GP/GJ)(2011년~2016년)
2011년에 데뷔하였으며, WRX 모델이 임프레자와 분리되며 독자적인 라인업으로 거듭나면서 임프레자는 자연흡기 모델만 남게 되었다.

### 5세대(2016년~현재)
2016년 10월에 출시되었다.

## 미디어 속 임프레자
- 만화 이니셜 D에서 타쿠미의 아버지인 후지와라 분타가 86을 아들의 명의로 변경하고 자신은 GC8-V (임프레자 쿠페 타입-R 버전 V)형 임프레자 WRX STi를 새로 구매했다. (버전 3 기준으로 기어 업 6회 / 다운 2회 조작 후 브레이크 페달을 밟은 상태에서 파란색의 뷰체인지 버튼을 누르면 "쿵" 소리와 함께 GC8-V가 새로 뜬다.) GC8-V형 임프레자는 후지와라 분타의 이름을 본뜬 "분프레자"라는 별칭으로 알려져 있다. 이니셜 D 게임에서 GC8-V형 임프레자는 유일하게 노멀 튠으로만 나오기 때문에 별도의 파츠 선택 화면이 나오지 않으며, 보디 컬러도 변경할 수 없다.

- 영화 분노의 질주: 더 오리지널과 분노의 질주: 더 세븐에서 브라이언 오코너 (폴 워커 분)의 차량으로도 등장하였다. 영화에 출연한 차량은 3세대 5도어 해치백 WRX STi 사양이며 색깔은 은색 차량과 파란색 차량이 등장하였다.